# Camaiore
Camaiore ist eine italienische Gemeinde in der Provinz Lucca in der Toskana mit 31.864 Einwohnern (Stand 31. Dezember 2023).

## Geografie

Lage von Camaiore in der Provinz Lucca

Das Zentrum von Camaiore liegt in der nordwestlichen Toskana, etwa 9 km vom Ligurischen Meer entfernt. Direkt an der Küste liegt der Ortsteil Lido di Camaiore, der ein bekanntes Seebad an der Versilia ist. Die Provinzhauptstadt Lucca liegt etwa 25 km südöstlich, die Regionalhauptstadt Florenz rund 80 km südöstlich, die ligurische Stadt La Spezia etwa 60 km nordwestlich. Die nächste größere Stadt ist Viareggio, etwa 10 km südwestlich gelegen.
Camaiore liegt in der klimatischen Einordnung italienischer Gemeinden in der Zone D, 1 485 GG. Wichtige Gewässer im Ortsgebiet sind der Fluss Camaiore (8 von 8 km im Gemeindegebiet, davon zwei als Grenze zu Viareggio) und die Torrenti Freddana (8 von 29 km im Gemeindegebiet), Lucese (8 von 8 km im Gemeindegebiet) und der Rio Summonti (6 von 6 km im Gemeindegebiet).
Zur Gemeinde gehören unter anderem die Ortsteile Capezzano Pianore (8 m, ca. 6860 Einwohner), Casoli (403 m, ca. 330 Einwohner), Fibbialla (272 m, ca. 75 Einwohner), Gombitelli (492 m, ca. 130 Einwohner), Greppolungo (339 m, ca. 65 Einwohner), Lido di Camaiore, Marignana (66 m, ca. 300 Einwohner), Metato (414 m, ca. 55 Einwohner), Monteggiori (265 m, ca. 155 Einwohner), Montemagno (214 m, ca. 80 Einwohner), Nocchi (110 m, ca. 515 Einwohner), Panicale (225 m, ca. 40 Einwohner), Pedona (309 m, ca. 245 Einwohner), Pontemazzori (120 m, ca. 225 Einwohner), Santa Lucia (253 m, ca. 105 Einwohner), Torcigliano (385 m, ca. 125 Einwohner) und Valpromaro (141 m, ca. 135 Einwohner).
Die Nachbargemeinden sind Lucca, Massarosa, Pescaglia, Pietrasanta, Stazzema und Viareggio.

## Geschichte
Erstmals erwähnt wurde der Ort im 8. Jahrhundert, als die Abtei San Pietro gegründet wurde. Die erste Stadtmauer wurde 1255 von Lucca errichtet. 1442 fiel der Ort endgültig an Lucca, wo er bis heute verblieb.

## Sehenswürdigkeiten

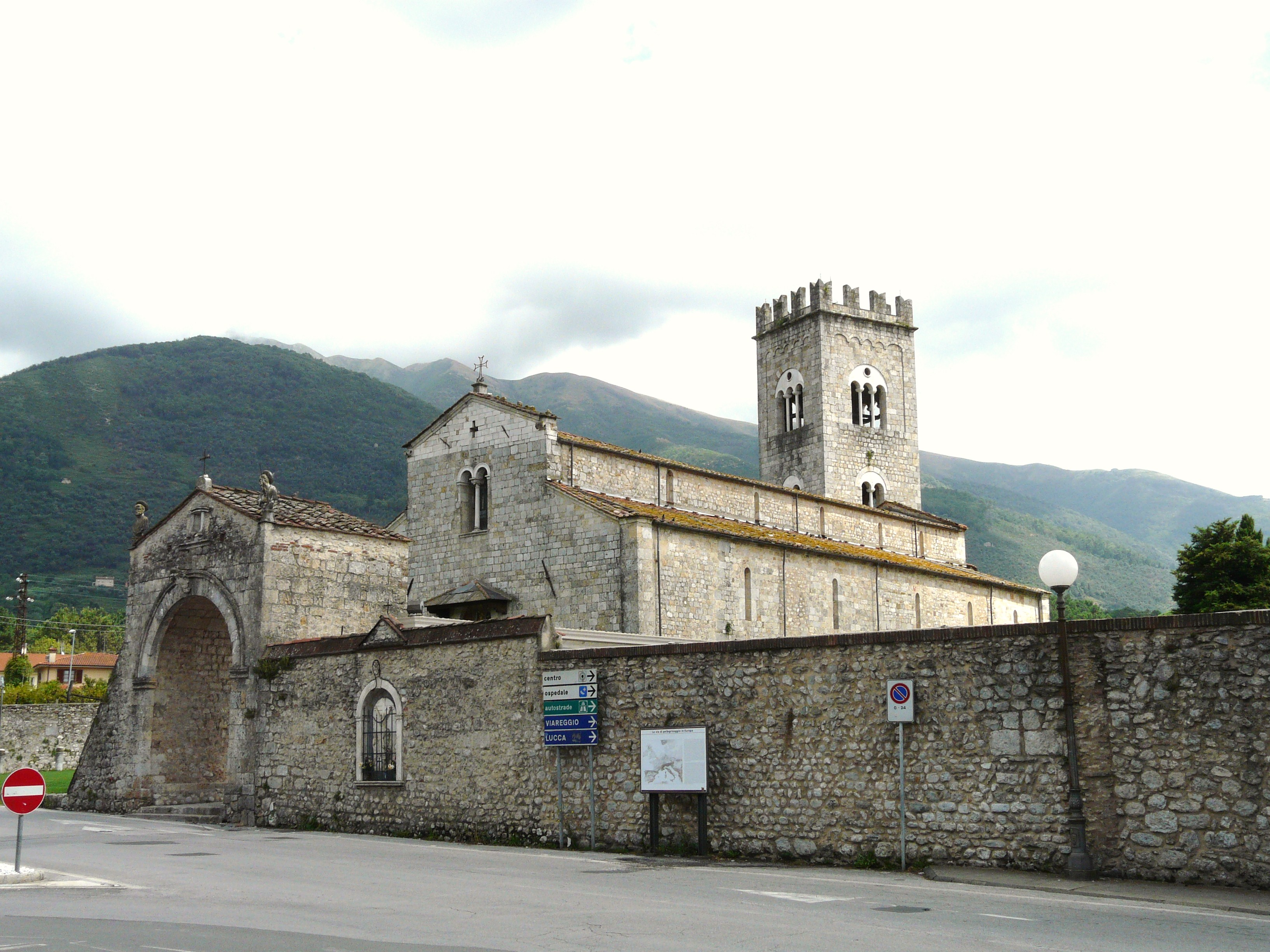
Die Badia di Camaiore, auch Badia di San Pietro genannt

- Badia di Camaiore, auch Badia di San Pietro genannt. Abtei in unmittelbarer Nähe des Ortszentrums, die 760 von den Benediktinern gegründet wurde. Wurde im 11. Jahrhundert komplett restauriert.[6]
- Collegiata di Santa Maria Assunta, Kollegiatkirche im Ortszentrum. Wurde 1278 errichtet, der Campanile stammt aus dem Jahr 1365. Wurde 1515 von Papst Leo X. zur Kollegiatkirche erklärt.[5] Enthält von Stefano Tofanelli das Werk Annunciazione, von Piero Dandini eine Comunione degli Apostoli, von Benedetto Brandimarte eine Incoronazione della Vergine sowie ein Cristo in Croce aus dem 14. Jahrhundert.[6]
- Chiesa di San Michele, romanische Kirche im Ortszentrum, die nach dem Zweiten Weltkrieg komplett restauriert wurde.[6]
- Chiesa dell’Immacolata Concezione e di San Lazzaro, 1610 mit Konvent von den Franziskanern errichtete Kirche. Enthält das Werk Santi Giorgio, Bernardino, Francesco von Tiberio Franchi aus dem Jahr 1651.[7]
- Pieve di Santo Stefano, Pieve, die ca. 1 km südwestlich vom Ortszentrum liegt. Entstand ca. im 12. Jahrhundert auf einer älteren Kirche, die wahrscheinlich im 10. Jahrhundert entstand.[7]
- Museo d’Arte sacra, Kunstmuseum im Ortskern. Enthält von Giovanni Vambré eine Santissima Trinità (Eisengusswerk), von Vincenzo di Antonio Frediani ein Holzgemälde (Madonna in trono con il Bambino fra i santi San Giovanni Battista, Sant’Andrea, San Pietro e San Sebastiano, stammt aus der Chiesa di Santa Maria Albiano) sowie ein Arazzo dell’Ultima Cena aus dem Jahr 1516[8][9]
- Civico Museo Archeologico, Archäologisches Museum im Palazzo Tori Massoni im historischen Ortskern.[10]
- Chiesa della Santissima Concezione, auch Chiesa dei Francescani genannt, Kirche kurz außerhalb der Stadtmauern, die den Franziskanern untersteht und aus dem 17. Jahrhundert stammt.[6]

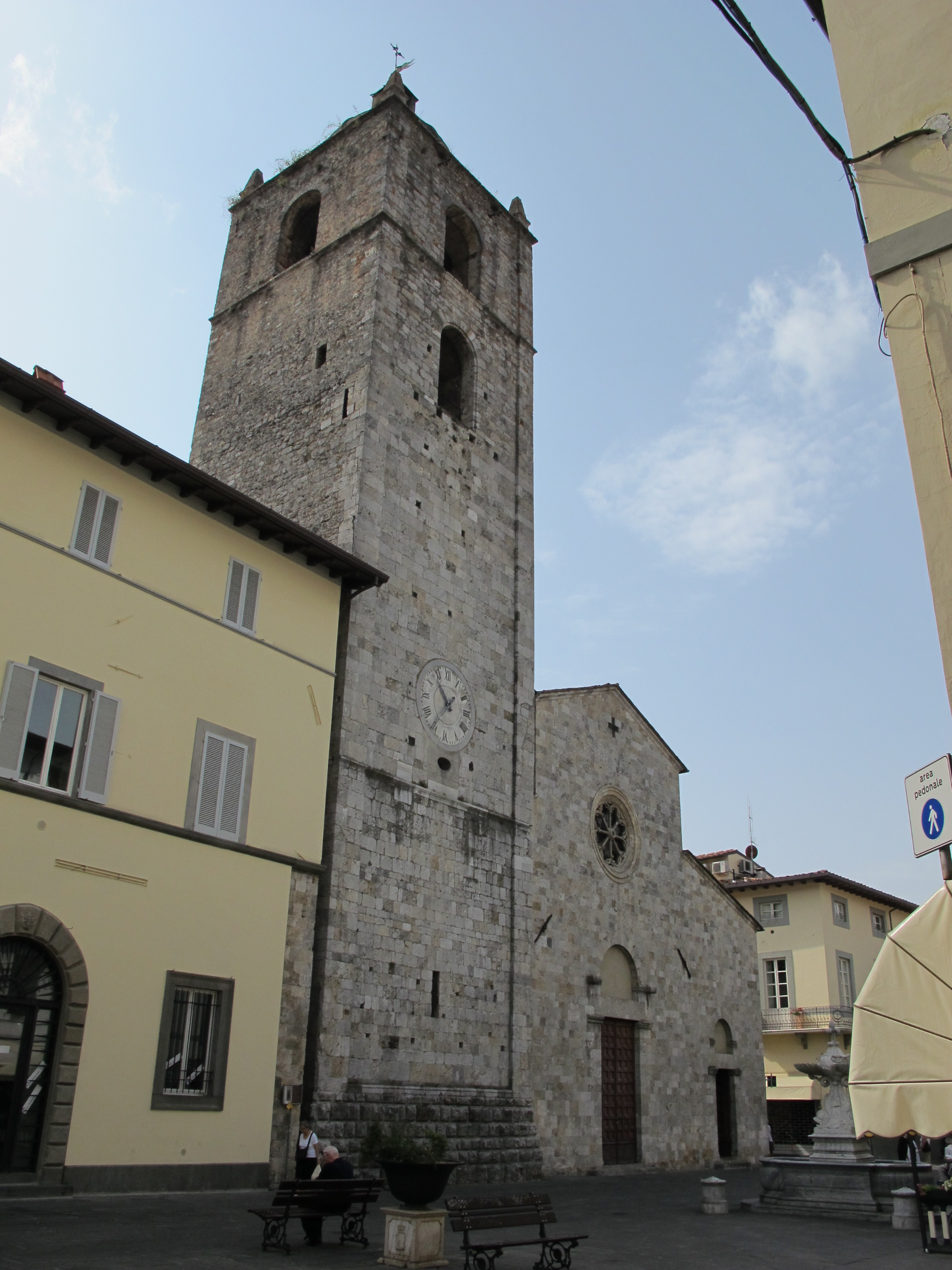
Collegiata di Santa Maria Assunta
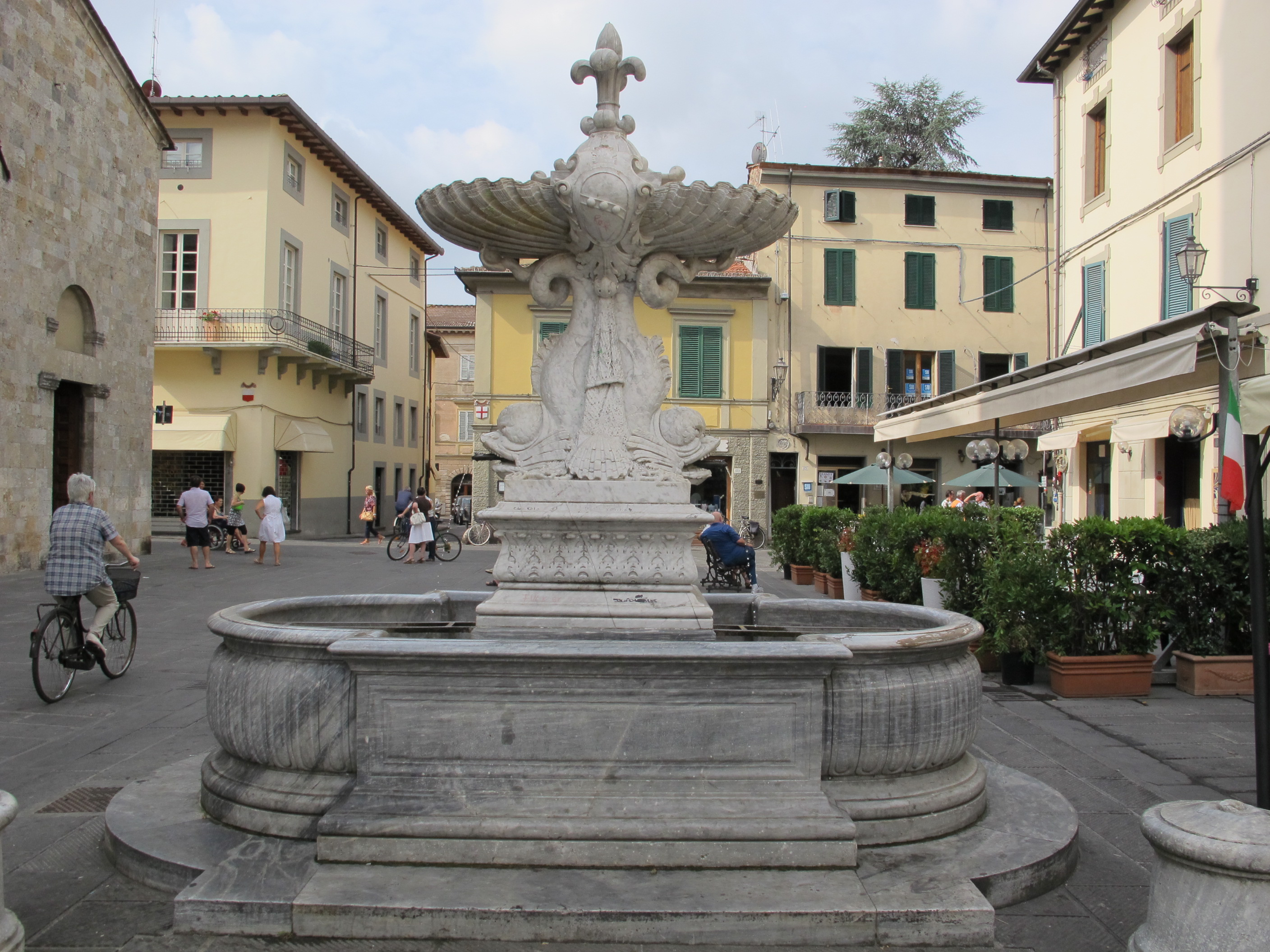
Brunnen vor der Collegiata
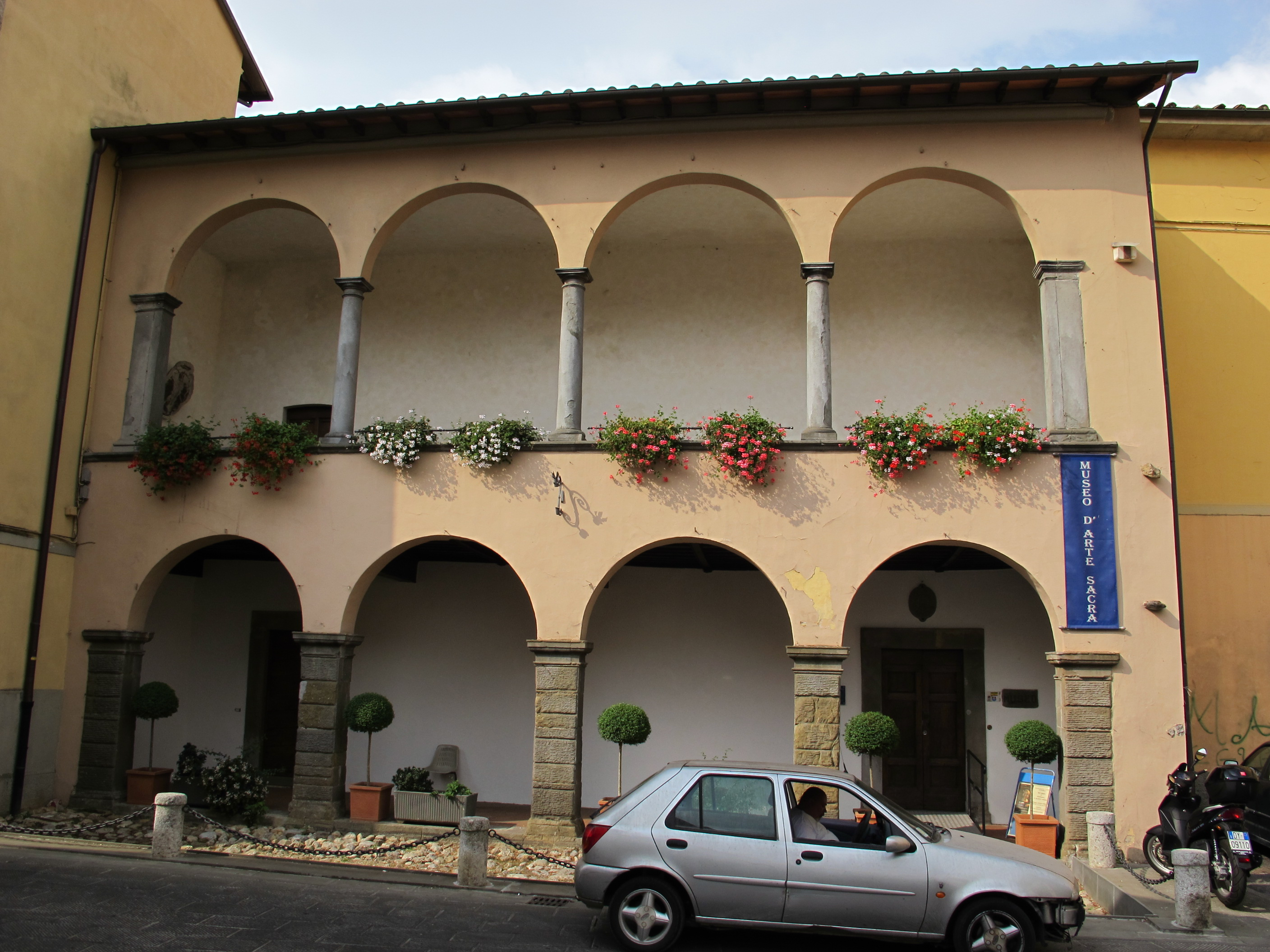
Museo d’Arte sacra
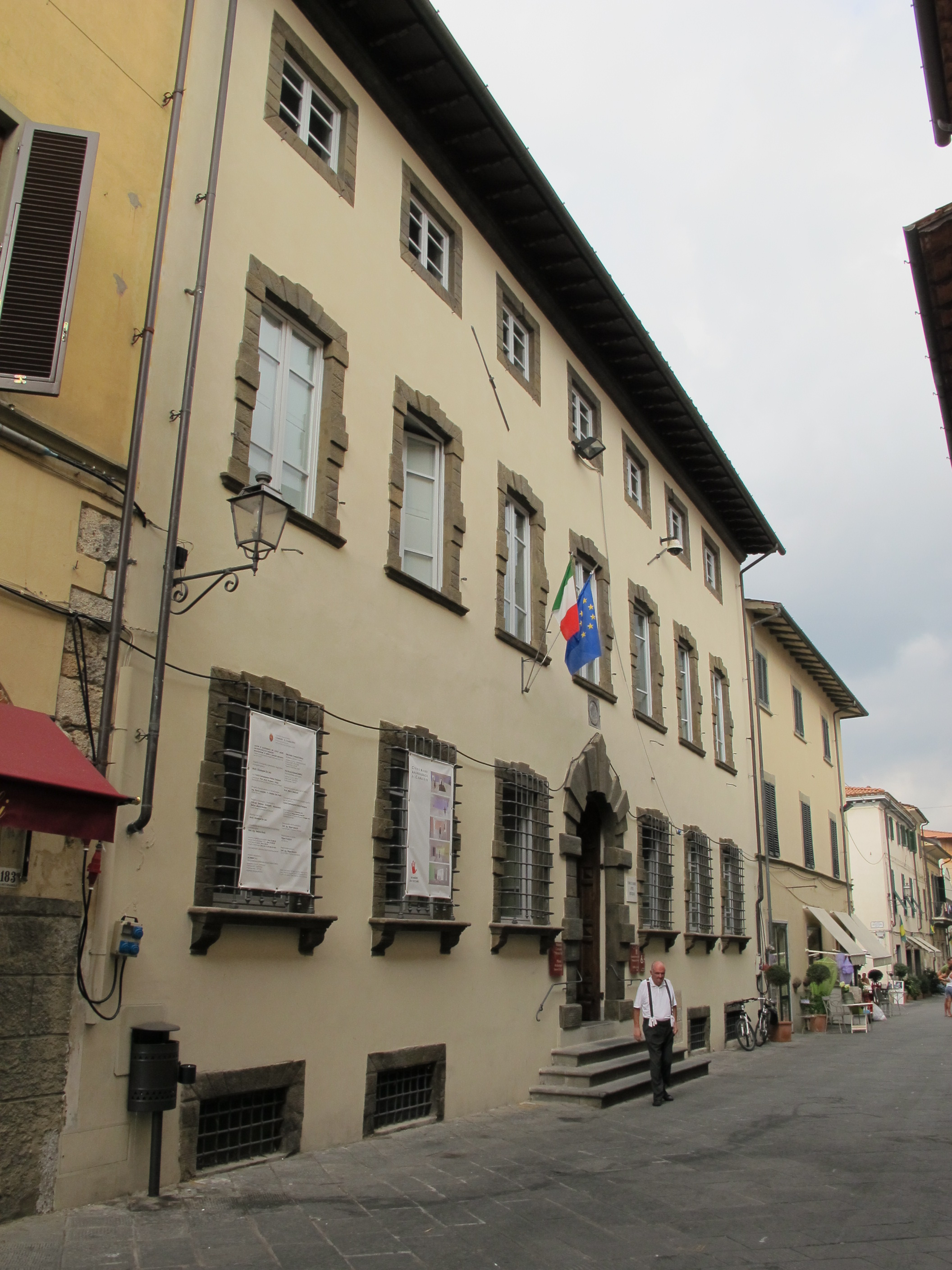
Civico Museo Archeologico
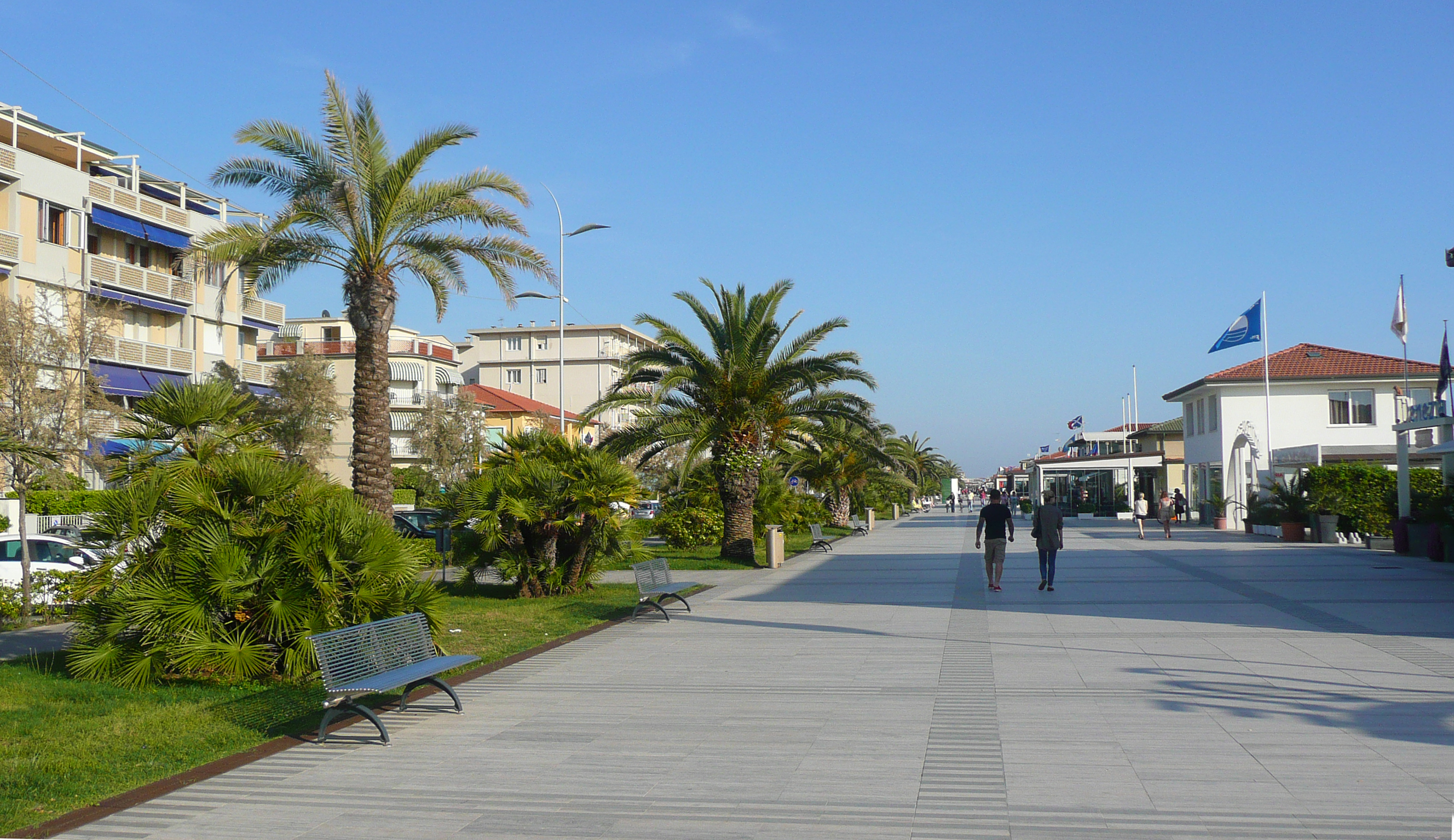
Strandpromenade von Lido di Camaiore
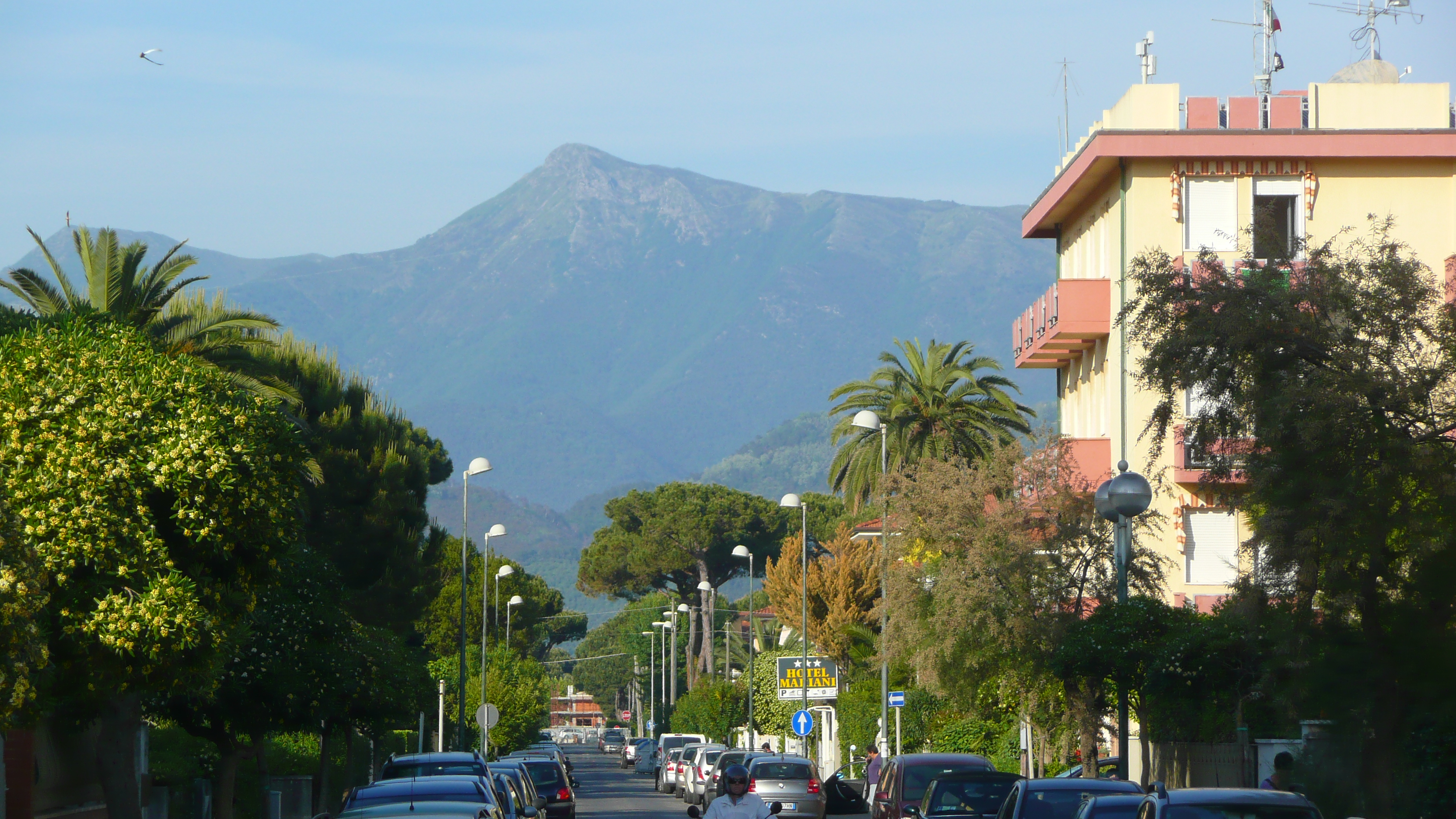
Seitenstraße in Lido di Camaiore
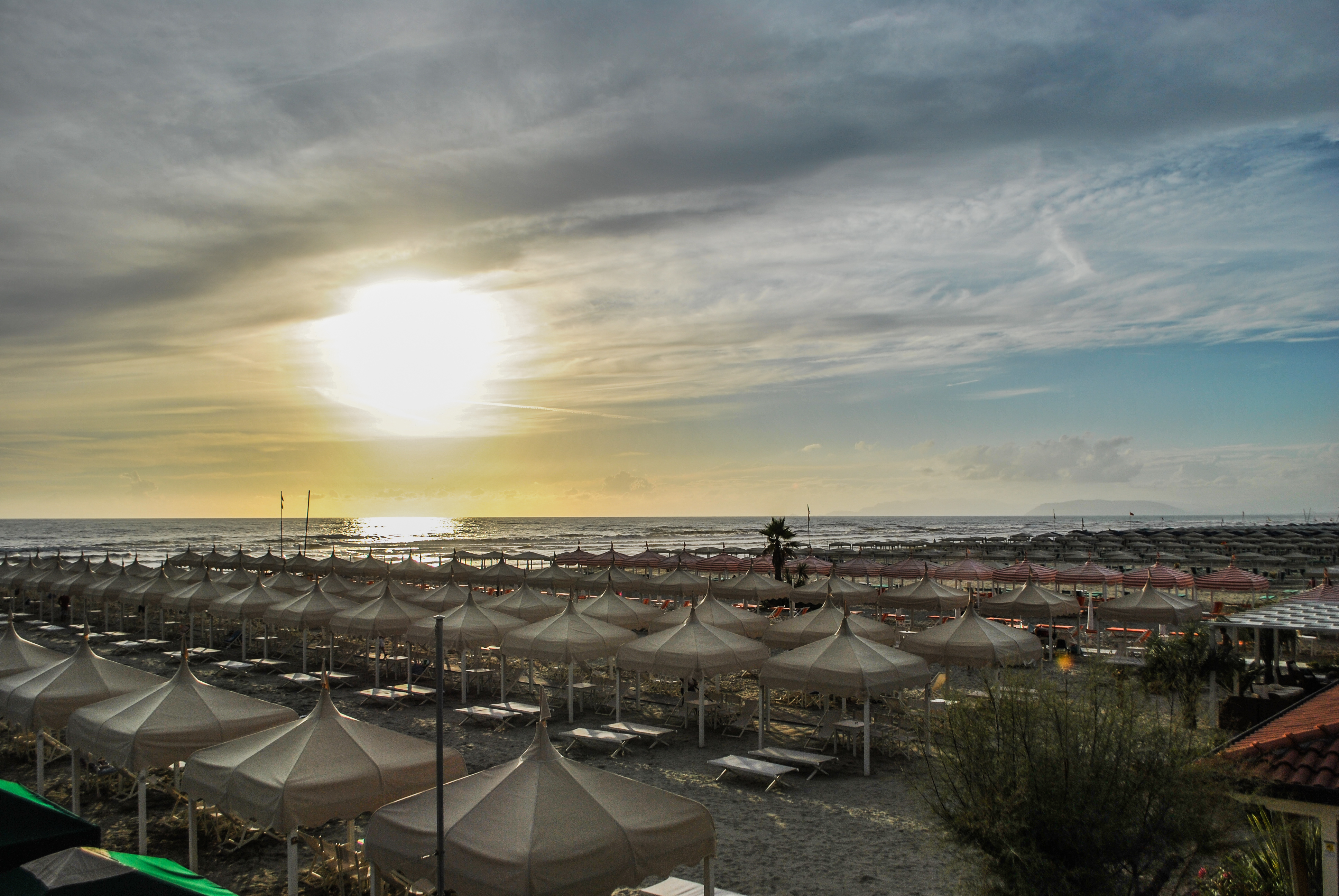
Am Strand von Lido di Camaiore
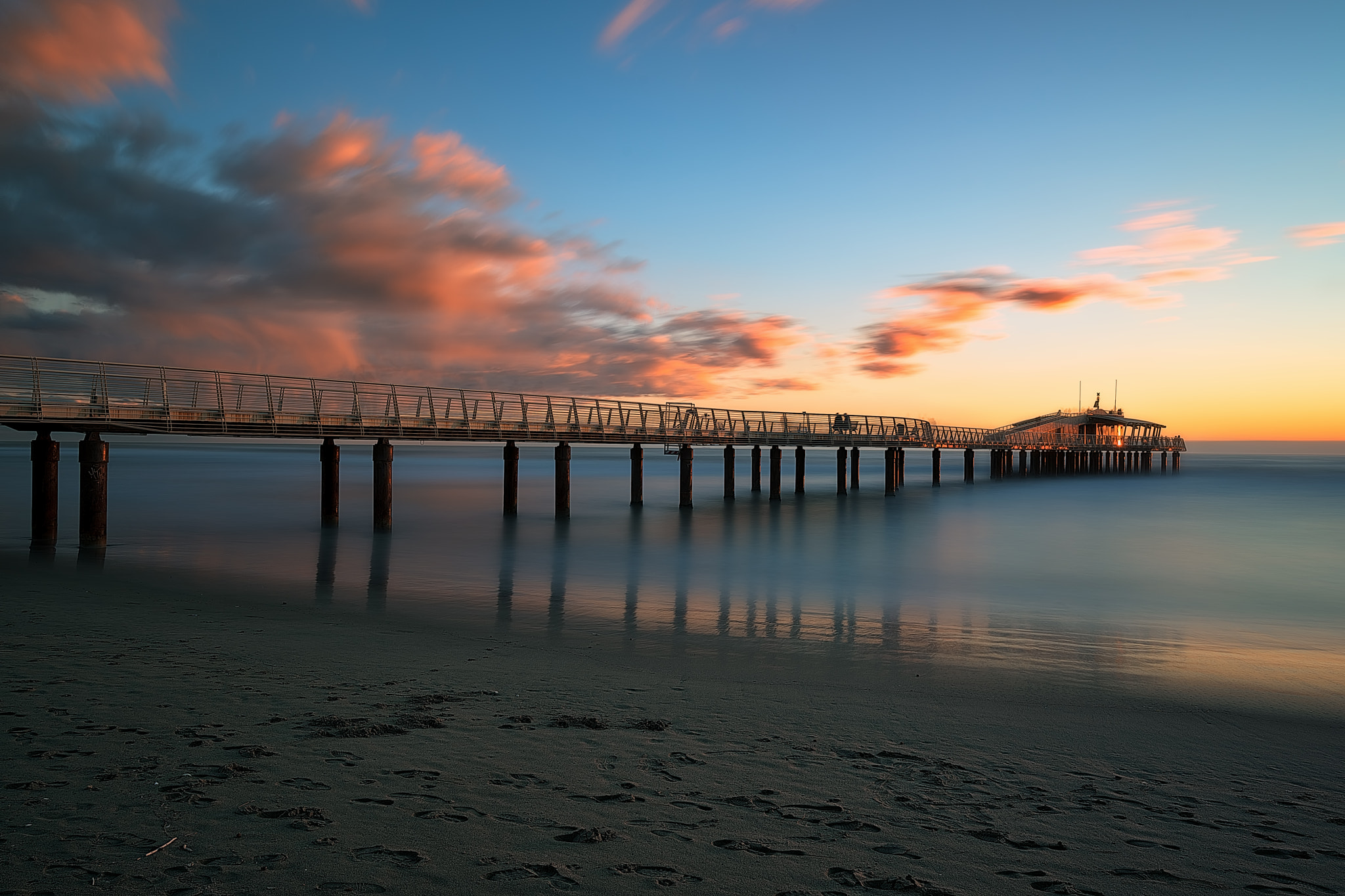
Lido di Camaiore am Abend

## Sport
Lido di Camaiore war 1997, 2002 und 2007 Ziel einer Etappe des Giro d’Italia.

## Verkehr
- Durch das Ortsgebiet führt die Strada Statale 1 Via Aurelia und die historische Via Aurelia. Die Autobahn A 12 führt ebenfalls über das Gemeindegebiet, die nächste Anschlussstelle (Viareggio-Camaiore) liegt allerdings bereits auf dem Gemeindegebiet von Viareggio nach dem Abzweig zur Autostrada A11/A12.
- An den Schienenverkehr ist der Ort mit der Haltestelle Camaiore Lido-Capezzano an die Bahnstrecke Pisa–Genua angeschlossen.

## Partnerschaften
Camaiore unterhält Partnerschaften mit
- Carpentras in der Provence, Frankreich
- Castel di Casio in der Region Emilia-Romagna, Italien
- L’Hôpital, Frankreich
- Rovinj in Istrien, Kroatien
- Überherrn im Saarland, Deutschland

## Söhne und Töchter der Stadt
- Ludovico Marracci (1612–1700), Priester, Theologe und Übersetzer des Korans in Latein
- Francesco Gasparini (1661–1727), Komponist und Kirchenmusiker des Barock
- Ermenegildo Pellegrinetti (1876–1943), vatikanischer Diplomat und Kardinal
- Zita von Bourbon-Parma (1892–1989), letzte Kaiserin Österreichs und Königin von Ungarn
- Nicola Larini (* 1964), Formel-1- und Tourenwagen-Rennfahrer
- Francesco Chicchi (* 1980), Radrennfahrer